# Baladă pentru Măriuca
Baladă pentru Măriuca este un film românesc din 1969 regizat de Constantin Neagu și Titel Constantinescu. Rolurile principale au fost interpretate de actorii Brîndușa Hudescu, Ion Caramitru și N.N. Matei. Filmul este inspirat dintr-un caz real, cel al Mariei Zaharia.

## Prezentare
În 1917 este evacuat un sat care se află direct pe linia frontului de la Mărășești.  Printre puținii oameni care decid să nu plece se află și un  om bătrân, împreună cu nepoata sa de 12 ani, Măriuca. Fata se împrietenește cu un operator român de radio  care a înființat un post de observație de artilerie în curtea lor.

## Distribuție
Distribuția filmului este alcătuită din:
- Constantin Constantin
- N.N. Matei — bunicul
- Gilda Marinescu
- Sabin Făgărășanu
- Sabina Mușatescu
- Brîndușa Hudescu — Măriuca
- George Popa Mija
- Ion Caramitru — cercetașul
- Gelu Zaharia-Perșolea — Ion Pasăre

## Primire
Filmul a fost vizionat de 1.215.410 spectatori de spectatori în cinematografele din România, după cum atestă o situație a numărului de spectatori înregistrat de filmele românești de la data premierei și până la data de 31 decembrie 2014 alcătuită de Centrul Național al Cinematografiei.